# Charlotte (gastronomia)
La charlotte è un tipo di dessert composto da una crema bavarese che viene circondata da una corona di savoiardi e ricoperta da una guarnitura il cui ingrediente principale specifica il nome di tutta la preparazione (come ad esempio charlotte alle fragole, charlotte al cioccolato, charlotte di mele, charlotte ai pistacchi di Bordeaux, charlotte ai frutti di bosco, eccetera). 
Lo stampo da charlotte ha una forma particolare che ricorda l'omonima tipica cuffia increspata.

## Storia
Sembra che il dolce, nella sua versione originaria, sia stato creato la prima volta dallo chef francese Marie-Antoine Carême per la regina Carlotta, moglie di Giorgio III. Ispirandosi agli entremets, dolci inglesi che venivano un tempo serviti dopo gli arrosti, Carême ideò una prima versione del dolce a base di frutta, mollica di pane e crema inglese. La forma odierna alla francese si deve alla reinterpretazione (sempre ad opera dello stesso Carême) per lo zar Alessandro I di Russia, al quale preparò un composto di panna montata, crema inglese e frutta.